# Манон Боллеграф
Манон Боллеграф (нід. Manon Bollegraf; нар. 10 квітня 1964) — колишня професійна нідерландзька тенісистка. Найвищу парну позицію — ранг 4 досягнула 16 лютого 1998. Чотири рази перемагала на турнірах Великого Шлему у змішаному парному розряді.

## Головні фінали

### Фінали турнірів Великого шолома

#### Парний розряд: 1 (0–1)
| Результат | Рік  | Турнір               | Покриття | Партнер       | Опоненти                        | Рахунок       |
| --------- | ---- | -------------------- | -------- | ------------- | ------------------------------- | ------------- |
| Поразка   | 1997 | Вімблдонський турнір | Трава    | Ніколь Арендт | Джиджі Фернандес Наташа Звєрєва | 6–7(4–7), 4–6 |

#### Мікст: 6 (4–2)
| Результат | Рік  | Турнір          | Покриття | Партнер     | Опоненти                                     | Рахунок            |
| --------- | ---- | --------------- | -------- | ----------- | -------------------------------------------- | ------------------ |
| Перемога  | 1989 | French Open     | Ґрунт    | Том Найссен | Орасіо де ла Пенья Аранча Санчес Вікаріо     | 6–3, 6–7(3–7), 6–2 |
| Перемога  | 1991 | US Open         | Тверде   | Том Найссен | Еміліо Санчес Вікаріо Аранча Санчес Вікаріо  | 6–2, 7–6(7–2)      |
| Поразка   | 1993 | Wimbledon       | Трава    | Том Найссен | Марк Вудфорд Мартіна Навратілова             | 3–6, 4–6           |
| Поразка   | 1996 | US Open         | Тверде   | Рік Ліч     | Патрік Гелбрайт Ліза Реймонд                 | 6–7(6–8), 6–7(4–7) |
| Перемога  | 1997 | Australian Open | Тверде   | Рік Ліч     | Джон-Лаффньє де Ягер Лариса Савченко-Нейланд | 6–3, 6–7(5–7), 7–5 |
| Перемога  | 1997 | US Open         | Тверде   | Рік Ліч     | Пабло Альбано Мерседес Пас                   | 3–6, 7–5, 7–6(7–3) |

### Олімпійські фінали

#### Парний розряд: 1 (0–1)
| Результат | Рік  | Турнір  | Покриття | Партнер               | Опоненти                               | Рахунок  |
| --------- | ---- | ------- | -------- | --------------------- | -------------------------------------- | -------- |
| 4th place | 1996 | Atlanta | Тверде   | Бренда Шульц-Маккарті | Кончіта Мартінес Аранча Санчес Вікаріо | 1–6, 3–6 |

## Фінали туру WTA

### Одиночний розряд 3 (1–2)
| Легенда                       |
| ----------------------------- |
| Турніри Великого шолома (0/0) |
| Турніри WTA (0/0)             |
| Virginia Slims (0/0)          |
| Tier I (0/0)                  |
| Tier II (0/0)                 |
| Tier III (0/0)                |
| Tier IV & V (1/2)             |

| Результат | Ранг | Дата           | Турнір        | Покриття   | Опонент in the final | Рахунок in the final |
| Перемога  | 1.   | 5 березня 1989 | Оклагома-Сіті | Тверде (i) | Лейла Месхі          | 6–4, 6–4             |
| Поразка   | 1.   | 25 лютого 1990 | Оклагома-Сіті | Тверде (i) | Емі Фрейзер          | 6–4, 6–2             |
| Поразка   | 2.   | 17 лютого 1991 | Aurora        | Килим      | Лорі Макніл          | 6–3, 6–4             |

### Парний розряд 55 (26–29)
| Легенда                       |
| ----------------------------- |
| Турніри Великого шолома (0/1) |
| Турніри WTA (0/1)             |
| Tier I (5/4)                  |
| Tier II (7/12)                |
| Tier III (5/3)                |
| Tier IV & V (7/5)             |
| Virginia Slims (2/3)          |

| Результат | Ранг | Дата              | Турнір                        | Покриття   | Партнер                 | Опоненти in the final                         | Рахунок in the final |
| Поразка   | 1.   | 8 грудня 1986     | Буенос-Айрес                  | Ґрунт      | Ніколе Мунс-Ягерман     | Лорі Макніл Мерседес Пас                      | 6–1, 2–6, 6–1        |
| Перемога  | 1.   | 16 травня 1988    | Internationaux de Strasbourg  | Ґрунт      | Ніколь Брадтке          | Дженні Бірн Janine Thompson                   | 7–5, 6–7(11), 6–3    |
| Перемога  | 2.   | 26 лютого 1989    | Вічита                        | Тверде (i) | Ліз Грегорі             | Сенді Коллінз (тенісистка) Лейла Месхі        | 6–2, 7–6(5)          |
| Поразка   | 2.   | 14 травня 1989    | Мастерс Рим                   | Ґрунт      | Мерседес Пас            | Елізабет Смайлі Дженін Томпсон                | 6–4, 6–3             |
| Перемога  | 3.   | 23 липня 1989     | Брюссель                      | Ґрунт      | Мерседес Пас            | Карін Баккум Сімоне Шилдер                    | 6–1, 6–2             |
| Перемога  | 4.   | 22 жовтня 1989    | Байонна                       | Тверде (i) | Катрін Танв'є           | Елна Рейнах Раффаелла Реджі                   | 7–6(3), 7–5          |
| Перемога  | 5.   | 12 листопада 1989 | Nashville                     | Тверде (i) | Мередіт Макґрат         | Наталія Медведєва Лейла Месхі                 | 1–6, 7–6(5), 7–6(4)  |
| Перемога  | 6.   | 11 лютого 1990    | Вічита                        | Тверде (i) | Мередіт Макґрат         | Мері-Лу Деніелс Венді Вайт                    | 6–0, 6–2             |
| Поразка   | 3.   | 25 лютого 1990    | Оклагома-Сіті                 | Тверде (i) | Ліз Грегорі             | Мері-Лу Деніелс Венді Вайт                    | 7–5, 6–2             |
| Поразка   | 4.   | 16 вересня 1990   | Орландо                       | Килим      | Мередіт Макґрат         | Лариса Савченко-Нейланд Наташа Звєрєва        | 6–4, 6–1             |
| Поразка   | 5.   | 30 вересня 1990   | Лейпціг                       | Килим      | Джо Дьюрі               | Ліз Грегорі Гретхен Магерс                    | 6–2, 4–6, 6–3        |
| Перемога  | 7.   | 14 жовтня 1990    | Zurich Open                   | Килим      | Ева Пфафф               | Катрін Сюїр Діанне Ван Ренсбург               | 7–5, 6–4             |
| Поразка   | 6.   | 26 травня 1991    | Internationaux de Strasbourg  | Ґрунт      | Мерседес Пас            | Лорі Макніл Стефані Реге                      | 6–7(2), 6–4, 6–4     |
| Перемога  | 8.   | 6 жовтня 1991     | Лейпціг                       | Килим      | Ізабель Демонжо         | Джилл Гетерінгтон Kathy Rinaldi-Stunkel       | 6–4, 6–3             |
| Поразка   | 7.   | 5 січня 1992      | Брисбейн                      | Тверде     | Ніколь Брадтке          | Яна Новотна Лариса Савченко-Нейланд           | 6–4, 6–3             |
| Поразка   | 8.   | 23 лютого 1992    | Оклагома-Сіті                 | Тверде (i) | Катріна Адамс           | Лорі Макніл Ніколь Брадтке                    | 3–6, 6–4, 7–6(6)     |
| Поразка   | 9.   | 3 травня 1992     | Гамбург                       | Ґрунт      | Аранча Санчес Вікаріо   | Штеффі Граф Ренне Стаббс                      | 4–6, 6–3, 6–4        |
| Перемога  | 9.   | 10 травня 1992    | Waregem                       | Ґрунт      | Кароліна Віс            | Олена Брюховець Петра Лангрова                | 6–4, 6–3             |
| Поразка   | 10.  | 21 лютого 1993    | Оклагома-Сіті                 | Тверде (i) | Катріна Адамс           | Патті Фендік Зіна Гаррісон                    | 6–3, 6–2             |
| Перемога  | 10.  | 28 березня 1993   | Х'юстон                       | Ґрунт      | Катріна Адамс           | Євгенія Манюкова Радомира Зрубакова           | 6–3, 5–7, 7–6(7)     |
| Поразка   | 11.  | 4 квітня 1993     | Volvo Car Open                | Ґрунт      | Катріна Адамс           | Джиджі Фернандес Наташа Звєрєва               | 6–3, 6–1             |
| Перемога  | 11.  | 7 листопада 1993  | Tournoi de Québec             | Тверде (i) | Катріна Адамс           | Катарина Малеєва Наталі Тозья                 | 6–4, 6–4             |
| Перемога  | 12.  | 14 листопада 1993 | Філадельфія                   | Килим      | Катріна Адамс           | Кончіта Мартінес Лариса Савченко-Нейланд      | 6–2, 4–6, 7–6(7)     |
| Поразка   | 12.  | 31 січня 1994     | Toray Pan Pacific Open        | Килим      | Мартіна Навратілова     | Пем Шрайвер Елізабет Смайлі                   | 6–3, 3–6, 7–6(3)     |
| Поразка   | 13.  | 13 лютого 1994    | Чикаго                        | Килим      | Мартіна Навратілова     | Джиджі Фернандес Наташа Звєрєва               | 6–3, 3–6, 6–4        |
| Поразка   | 14.  | 20 лютого 1994    | Оклагома-Сіті                 | Тверде (i) | Катріна Адамс           | Патті Фендік Мередіт Макґрат                  | 7–6(3), 6–2          |
| Поразка   | 15.  | 27 лютого 1994    | Мастерс Індіан-Веллс          | Тверде     | Гелена Сукова           | Ліндсі Девенпорт Ліза Реймонд                 | 6–2, 6–4             |
| Поразка   | 16.  | 6 березня 1994    | Дельрей-Біч                   | Тверде     | Гелена Сукова           | Яна Новотна Аранча Санчес Вікаріо             | 6–2, 6–0             |
| Перемога  | 13.  | 27 березня 1994   | Х'юстон                       | Ґрунт      | Мартіна Навратілова     | Катріна Адамс Зіна Гаррісон                   | 6–4, 6–2             |
| Поразка   | 17.  | 2 жовтня 1994     | Лейпціг                       | Килим      | Лариса Савченко-Нейланд | Патті Фендік Мередіт Макґрат                  | 6–4, 6–4             |
| Перемога  | 14.  | 9 жовтня 1994     | Zurich Open                   | Килим      | Мартіна Навратілова     | Патті Фендік Мередіт Макґрат                  | 7–6(3), 6–1          |
| Поразка   | 18.  | 16 жовтня 1994    | Porsche Tennis Grand Prix     | Тверде (i) | Лариса Савченко-Нейланд | Джиджі Фернандес Наташа Звєрєва               | 7–6(5), 6–4          |
| Перемога  | 15.  | 23 жовтня 1994    | Брайтон                       | Килим      | Лариса Савченко-Нейланд | Мері Джо Фернандес Яна Новотна                | 4–6, 6–2, 6–3        |
| Поразка   | 19.  | 14 січня 1995     | Moorilla Hobart International | Тверде     | Лариса Савченко-Нейланд | Наґацука Кьоко Суґіяма Ай                     | 2–6, 6–4, 6–2        |
| Поразка   | 20.  | 19 лютого 1995    | Open GDF Suez                 | Килим      | Ренне Стаббс            | Мередіт Макґрат Лариса Савченко-Нейланд       | 6–4, 6–1             |
| Перемога  | 16.  | 2 квітня 1995     | Volvo Car Open                | Ґрунт      | Ніколь Арендт           | Джиджі Фернандес Наташа Звєрєва               | 0–6, 6–3, 6–4        |
| Поразка   | 21.  | 9 квітня 1995     | Amelia Island Турніри         | Ґрунт      | Ніколь Арендт           | Аманда Кетцер Інес Горрочатегі                | 6–2, 3–6, 6–2        |
| Перемога  | 17.  | 16 квітня 1995    | Х'юстон                       | Ґрунт      | Ніколь Арендт           | Вілтруд Пробст Рене Сімпсон                   | 6–4, 6–2             |
| Поразка   | 22.  | 22 травня 1995    | Единбург                      | Ґрунт      | Ренне Стаббс            | Мередіт Макґрат Лариса Савченко-Нейланд       | 6–2, 7–6(2)          |
| Перемога  | 18.  | 18 червня 1995    | Birmingham Classic            | Трава      | Ренне Стаббс            | Ніколь Брадтке Крістін Кунс                   | 3–6, 6–4, 6–4        |
| Перемога  | 19.  | 8 жовтня 1995     | Zurich Open                   | Килим      | Ніколь Арендт           | Чанда Рубін Кароліна Віс                      | 6–4, 6–7(4), 6–4     |
| Перемога  | 20.  | 5 листопада 1995  | Tournoi de Québec             | Тверде (i) | Ніколь Арендт           | Ліза Реймонд Ренне Стаббс                     | 7–6(6), 4–6, 6–2     |
| Перемога  | 21.  | 3 березня 1996    | Generali Ladies Linz          | Килим      | Мередіт Макґрат         | Ренне Стаббс Гелена Сукова                    | 6–4, 6–4             |
| Перемога  | 22.  | 20 травня 1996    | Единбург                      | Ґрунт      | Ніколь Арендт           | Джиджі Фернандес Наташа Звєрєва               | 6–3, 2–6, 7–6(6)     |
| Перемога  | 23.  | 23 лютого 1997    | Hanover                       | Килим      | Ніколь Арендт           | Лариса Савченко-Нейланд Бренда Шульц-Маккарті | 4–6, 6–3, 7–6(4)     |
| Поразка   | 23.  | 13 квітня 1997    | Amelia Island Турніри         | Ґрунт      | Ніколь Арендт           | Ліндсі Девенпорт Яна Новотна                  | 6–3, 6–0             |
| Перемога  | 24.  | 11 травня 1997    | Мастерс Рим                   | Ґрунт      | Ніколь Арендт           | Кончіта Мартінес Патрісія Тарабіні            | 6–2, 6–4             |
| Перемога  | 25.  | 21 травня 1997    | Единбург                      | Ґрунт      | Ніколь Арендт           | Рейчел Макквіллан Міягі Нана                  | 6–1, 3–6, 7–5        |
| Поразка   | 24.  | 6 липня 1997      | Вімблдонський турнір          | Трава      | Ніколь Арендт           | Джиджі Фернандес Наташа Звєрєва               | 7–6(4), 6–4          |
| Поразка   | 25.  | 17 серпня 1997    | Мастерс Канада                | Тверде     | Ніколь Арендт           | Басукі Яюк Кароліна Віс                       | 3–6, 7–5, 6–4        |
| Перемога  | 26.  | 24 серпня 1997    | Connecticut Open              | Тверде     | Ніколь Арендт           | Александра Фусаї Наталі Тозья                 | 6–7(5), 6–3, 6–2     |
| Поразка   | 26.  | 8 листопада 1998  | Лейпціг                       | Килим      | Іріна Спирля            | Олена Лиховцева Суґіяма Ай                    | 6–3, 6–7(2), 6–1     |
| Поразка   | 27.  | 2 квітня 2000     | Мастерс Маямі                 | Тверде     | Ніколь Арендт           | Жулі Алар-Декюжі Суґіяма Ай                   | 4–6, 7–5, 6–4        |
| Поразка   | 28.  | 7 травня 2000     | Гамбург                       | Ґрунт      | Ніколь Арендт           | Анна Курникова Наташа Звєрєва                 | 6–7(5), 6–2, 6–4     |
| Поразка   | 29.  | 19 листопада 2000 | Чемпіонат WTA                 | Килим      | Ніколь Арендт           | Мартіна Хінгіс Анна Курникова                 | 6–2, 6–3             |

## Фінали ITF

### Одиночний розряд Фінали: (2–1)
| Турніри $100,000 |
| Турніри $75,000  |
| Турніри $50,000  |
| Турніри $25,000  |
| Турніри $10,000  |

| Результат | Ранг | Дата           | Турнір                   | Покриття | Опонент in the final | Рахунок in the final |
| Runner–up | 1.   | 20 січня 1986  | Сан-Антоніо, США         | Тверде   | Ніколь Арендт        | 3-6, 3-6             |
| Перемога  | 1.   | 16 червня 1986 | Бірмінгем (Алабама), США | Ґрунт    | Сьюзен Лео           | 6–1, 6–1             |
| Перемога  | 2.   | 23 червня 1986 | Seabrook, США            | Ґрунт    | Емі Шварц            | 6–2, 7–6(8–6)        |

### Парний розряд Фінали: (4–2)
| Результат | No | Дата              | Турнір              | Покриття | Партнер                | Опоненти in the final            | Рахунок            |
| Перемога  | 1. | 20 січня 1986     | Сан-Антоніо, США    | Тверде   | Маріанне ван дер Торре | Діанне Ван Ренсбург Клер Вуд     | 7–5, 6–7(4–7), 6–4 |
| Перемога  | 2. | 16 червня 1986    | Феєтвілл, США       | Тверде   | Карін Баккум           | Digna Ketelaar Теміс Замбржицькі | 6–3, 7–6(7–3)      |
| Перемога  | 3. | 23 червня 1986    | Seabrook, США       | Ґрунт    | Ліз Грегорі            | Елісон Скотт Мішелл Терк         | 6–2, 6–1           |
| Runner–up | 4. | 14 липня 1986     | Ландскруна, Швеція  | Ґрунт    | Маріанне ван дер Торре | Карін Баккум Ніколе Мунс-Ягерман | 6–4, 2–6, 2–6      |
| Поразка   | 5. | 10 листопада 1986 | Сан-Паулу, Бразилія | Тверде   | Ніколе Мунс-Ягерман    | Ніжі Діас Патрісія Медрадо       | w/o                |
| Перемога  | 6. | 27 січня 1992     | Midland, США        | Ґрунт    | Мередіт Макґрат        | Гелен Келесі Кароліна Віс        | 6–3, 6–1           |

## Результати у жіночому парному розряді
| Турніри Великого Шолому                |    |    |    |    |    |    |    |    |    |    |    |    |    |    |       |
| Відкритий чемпіонат Австралії з тенісу | 1р | ЧФ | 2р | 1р | ЧФ | ЧФ | 3р | ЧФ | ПФ | ПФ | ЧФ | ЧФ | ЧФ | A  | 31–13 |
| Відкритий чемпіонат Франції з тенісу   | 1р | 2р | 2р | 3р | 3р | ЧФ | ЧФ | 3р | 3р | ЧФ | ЧФ | 3р | 2р | 3р | 27–14 |
| Вімблдонський турнір                   | 2р | 3р | 3р | 1р | ЧФ | 3р | 1р | ПФ | 3р | 3р | F  | 3р | ЧФ | 2р | 28–14 |
| Відкритий чемпіонат США з тенісу       | A  | 1р | 2р | 3р | ЧФ | A  | 3р | ЧФ | 2р | ЧФ | ПФ | 2р | ЧФ | 1р | 23–12 |

## Результати у змішаному парному розряді
| Турніри Великого Шолому                |    |    |    |    |    |    |    |    |    |    |    |    |    |       |
| Відкритий чемпіонат Австралії з тенісу | A  | ПФ | A  | 1р | 2р | 2р | 2р | 1р | 2р | W  | 1р | ПФ | A  | 15–9  |
| Відкритий чемпіонат Франції з тенісу   | ПФ | W  | 2р | 1р | ПФ | 3р | 2р | 2р | ПФ | ПФ | ЧФ | 2р | 2р | 22–12 |
| Вімблдонський турнір                   | 1р | 3р | 3р | 2р | ПФ | F  | 1р | 1р | 1р | ЧФ | 1р | 3р | ЧФ | 22–13 |
| Відкритий чемпіонат США з тенісу       | A  | ПФ | ЧФ | W  | A  | ЧФ | 1р | 1р | F  | W  | 1р | 1р | A  | 20–8  |